# Herbert Jones (cestista)
Herbert Keyshawn Jones (Greensboro, 6 ottobre 1998) è un cestista statunitense, professionista nella NBA con i New Orleans Pelicans.

## Carriera
Dopo aver trascorso la carriera collegiale con gli Alabama Crimson Tide, nel 2021 si dichiara eleggibile per il Draft NBA, venendo chiamato con la trentacinquesima scelta assoluta dai New Orleans Pelicans.
Nel 2023 si impone come uno tra i migliori difensori della NBA, contribuendo a consolidare il primato dei New Orleans Pelicans nella categoria statistica delle deviazioni sui possessi difensivi.

## Statistiche

### NCAA
| Anno      | Squadra            | PG  | PT  | MP   | TC%  | 3P%  | TL%  | RP  | AP  | PRP | SP  | PP   |
| --------- | ------------------ | --- | --- | ---- | ---- | ---- | ---- | --- | --- | --- | --- | ---- |
| 2017-2018 | Alabama Crim. Tide | 35  | 13  | 21,2 | 40,8 | 26,9 | 50,0 | 3,5 | 1,4 | 1,3 | 0,6 | 4,2  |
| 2018-2019 | Alabama Crim. Tide | 34  | 29  | 21,1 | 42,2 | 28,6 | 49,5 | 3,5 | 2,0 | 0,9 | 0,6 | 6,4  |
| 2019-2020 | Alabama Crim. Tide | 27  | 26  | 26,6 | 48,4 | 7,1  | 62,5 | 6,4 | 2,3 | 1,3 | 0,7 | 7,9  |
| 2020-2021 | Alabama Crim. Tide | 33  | 33  | 27,3 | 44,6 | 35,1 | 71,3 | 6,6 | 3,3 | 1,7 | 1,1 | 11,2 |
| Carriera  | Carriera           | 129 | 101 | 23,9 | 44,1 | 28,8 | 60,4 | 4,9 | 2,2 | 1,3 | 0,8 | 7,3  |

#### Massimi in carriera
- Massimo di punti: 21 vs Georgia (13 febbraio 2021)[4]
- Massimo di rimbalzi: 17 vs Louisiana State (15 febbraio 2020)
- Massimo di assist: 8 vs Kentucky (26 gennaio 2021)
- Massimo di palle rubate: 5 (2 volte)
- Massimo di stoppate: 4 vs Louisiana State (14 marzo 2021)
- Massimo di minuti giocati: 45 vs Florida (4 gennaio 2020)

### NBA

#### Regular Season
| Anno      | Squadra       | PG  | PT  | MP   | TC%  | 3P%  | TL%  | RP  | AP  | PRP | SP  | PP   |
| --------- | ------------- | --- | --- | ---- | ---- | ---- | ---- | --- | --- | --- | --- | ---- |
| 2021-2022 | N.O. Pelicans | 78  | 69  | 29,9 | 47,6 | 33,7 | 84,0 | 3,8 | 2,1 | 1,7 | 0,8 | 9,5  |
| 2022-2023 | N.O. Pelicans | 66  | 66  | 29,6 | 46,9 | 33,5 | 76,4 | 4,1 | 2,5 | 1,6 | 0,6 | 9,8  |
| 2023-2024 | N.O. Pelicans | 76  | 76  | 30,5 | 49,8 | 41,8 | 86,7 | 3,6 | 2,6 | 1,4 | 0,8 | 11,0 |
| 2024-2025 | N.O. Pelicans | 20  | 20  | 32,4 | 43,6 | 30,6 | 82,5 | 3,9 | 3,3 | 1,9 | 0,5 | 10,3 |
| Carriera  | Carriera      | 240 | 231 | 30,2 | 47,7 | 36,6 | 82,4 | 3,8 | 2,5 | 1,6 | 0,7 | 10,1 |

#### Play-off
| Anno     | Squadra       | PG | PT | MP   | TC%  | 3P%  | TL%  | RP  | AP  | PRP | SP  | PP   |
| -------- | ------------- | -- | -- | ---- | ---- | ---- | ---- | --- | --- | --- | --- | ---- |
| 2022     | N.O. Pelicans | 6  | 6  | 37,7 | 47,7 | 41,7 | 77,3 | 3,3 | 1,8 | 1,8 | 0,8 | 10,7 |
| 2024     | N.O. Pelicans | 4  | 4  | 35,3 | 39,0 | 33,3 | 100  | 5,0 | 2,5 | 1,3 | 0,3 | 13,0 |
| Carriera | Carriera      | 10 | 10 | 36,7 | 43,5 | 36,1 | 85,3 | 4,0 | 2,1 | 1,6 | 0,6 | 11,6 |

#### Massimi in carriera
- Massimo di punti: 35 vs Memphis Grizzlies (5 aprile 2023)[5]
- Massimo di rimbalzi: 11 (2 volte)
- Massimo di assist: 8 (2 volte)
- Massimo di palle rubate: 7 vs Houston Rockets (22 febbraio 2024)
- Massimo di stoppate: 3 (10 volte)
- Massimo di minuti giocati: 44 vs Memphis Grizzlies (5 aprile 2023)

## Palmarès

### NBA
- NBA All-Rookie Second Team (2022)
- NBA All-Defensive Team: 1

First Team: 2024